# Trichosanthes dafangensis
Trichosanthes dafangensis là một loài thực vật có hoa trong họ Cucurbitaceae. Loài này được N.G. Ye & S.J. Li miêu tả khoa học đầu tiên năm 1988.